# Smellbag
Ein Smellbag ist ein Produkt für den Gummifetischismus. Es ist ein Behälter, der über Atemschläuche mit Gasmasken verbunden wird. Er wird vor allem von Gummifetischisten benutzt, die eine Vorliebe für den Gummigeruch haben. Der Smellbag wird zum Beispiel mit Gummikugeln befüllt, die einen starken Gummigeruch absondern. Die von außen angesaugte Luft transportiert diesen Geruch über den Atemschlauch in die Gasmaske.
Es gibt verschiedene Bauarten. Die meisten werden wie ein Rucksack oder Tornister auf dem Rücken getragen. Es gibt aber auch Varianten, die vorne angebracht werden oder Ähnlichkeit mit einer großen Halskrause haben.

## Nachweise
1. ↑  Webseite eines Produzenten mit Bildern: Rückensmellbag.
2. ↑  Webseite eines Produzenten mit Bildern: Front-Smellbag, Neck-Smellbag.